# Mohammed Rafi
Mohammed Rafi (Kotla Sultan Singh, 24 december 1924 - Bombay, 31 juli 1980) was een Indiase zanger die voor talloze Bollywood-films liedjes heeft gezongen, die door de hoofdrolspeler werden geplaybackt, solo of in een duet. Hij zong in vele Indiase talen, zoals Hindi, Urdu, Punjabi, Marathi, Kannada en Telugu. Naast Mukesh en Kishore Kumar was hij van de jaren vijftig tot in de jaren zeventig een van de grote mannelijke playback-zangers in Bollywood. Veel liedjes werden een hit. Rafi is nog steeds populair in India en bij Indiase emigranten. Rafi kreeg in de jaren zestig en zeventig naast vele nominaties ook verschillende prijzen in Bollywood. Verder kreeg hij een zilveren medaille van Jawaharlal Nehru (1948) en de staatsonderscheiding Padma Shri (1965). Bij een poll in 2001 werd Rafi uitgeroepen tot de beste zanger van het millennium.
Rafi overleed in 1980 aan een hartaanval.

## Discografie (selectie)
- Golden Collection, CDF/EMI
- The Rough Guide to Bollywood Legends: Mohammed Rafi, World Music Network
- 12th Filmfare Award for the best male singer